# Antonio Humanes
Antonio Humanes Aranzueque (Madrid, 1949 - ibídem, 9 de septiembre de 2002) fue un compositor, letrista y productor español de música flamenca y jondo.

## Carrera
Humanes fue un compositor letrista y autor de varios temas para grupos y solistas flamencos que tuvieron su asiento en la primera década de los 80-90. Grupos como Los Chichos, Soledad Bravo, Juan Luis Guerra, Tijeritas, Remedios Amaya o Camarón de la Isla, para quién compuso el tema «Te lo dice Camarón», (1986) son solo algunos de los cantantes a quienes les compuso temas. El artista registró en la Sociedad General de Autores y Editores (SGAE) 342 composiciones. Una de sus últimas colaboraciones fue para el álbum «María» de Niña Pastori, (2002).
Antonio H, grabó con el seudónimo de Romaní- un álbum titulado  «Me pucabaron», (1991, con el sello Jazmín), años después vuelve en solitario con el álbum «La escuela de la vida» (1996) (Nuevos Medios) y con nombre artístico Antonio Humanes. En su juventud formó parte como cantaor del grupo Los de la Caña (1975). En 1981 formó un grupo llamado Chachipén  y grabaron un único álbum titulado «Tu eres mi alegría», donde interpretan temas escritos por Juan A. Jiménez y Julio González,  dos de los componentes de Los Chichos.

### Muerte
El 9 de septiembre de 2002, Antonio Humanes falleció a los 53 años de edad, tras una larga enfermedad.
Un año después de su fallecimiento, (septiembre del 2002), varios artistas entre ellos Parrita, Niña Pastori, Ketama, Antonio Carbonell, La Barbería del Sur con el Negri y El Paquete, y Noemi, hija de Humanes, rindieron un homenaje en la sala Divino Aqualung, de Madrid, donde interpretaron además de otras, varios temas del artista Antonio Humanes.

## Discografía
- Los de la Caña - 1975
- Chachipen - 1981
- Me pucabaron - 1991
- La escuela de la vida 1996